# Tommaso Marchesi
Tommaso Marchesi (Lisboa (Portugal), 7 de març, 1773 – Bolonya (Itàlia), 6 de juny, 1852), fou un compositor, director d'orquestra i organista italià.
Era el germà petit del famós castrat Luigi Marchesi.

## Biografia
Marchesi va néixer a Lisboa, de pare trompetista, però va estudiar a Bolonya amb Stanislao Mattei, després es va incorporar a l'"Accademia Filarmonica" (Maestro al cemballo i Direttore della musica, és a dir, director d'orquestra). L'any 1808 va fundar l'"Accademia dei Concordi", una mena d'associació Haydn, que durant els seus dos anys d'existència va produir La Création i Les Saisons, dos oratoris de Joseph Haydn, creats conjuntament el maig de 1811. Rossini va ser el clavecinista i líder del conjunt. Durant els assajos i el concert, Marchesi per la seva banda va dirigir La Création.
Com a compositor, Marchesi va deixar una simfonia per a instruments de vent, concerts per a piano i orgue, però sobretot música sacra, per a la missa (Kyrie, Gloria, Credo), salms, una vintena d'himnes, així com només cantates, àries i melodies, la majoria dels quals van quedar inèdits.
Entre els seus estudiants de composició hi havia el compositor d'òpera Giovanni Pacini.